# Nausitus
Nausitus – w mitologii greckiej syn Odyseusza i Kalipso.
Według Hezjoda Nausitus narodził się w Ogygii jako jeden z dwóch synów Odyseusza i Kalipso, żaden z nich nie jest wspomniany w Odysei Homera.